# Електра (Тексас)
Електра (енгл. Electra) град је у америчкој савезној држави Тексас. По попису становништва из 2010. у њему је живело 2.791 становника.

## Демографија
Према попису становништва из 2010. у граду је живело 2.791 становника, што је 377 (11,9%) становника мање него 2000. године.
| Група             | 2000.         | 2010.         |
| Белци             | 2.657 (83,9%) | 2.188 (78,4%) |
| Афроамериканци    | 145 (4,6%)    | 165 (5,9%)    |
| Азијати           | 2 (0,1%)      | 10 (0,4%)     |
| Хиспаноамериканци | 275 (8,7%)    | 371 (13,3%)   |
| Укупно            | 3.168         | 2.791         |